# Orectolobus reticulatus
Orectolobus reticulatus es una especie de elasmobranquio orectolobiforme de la familia Orectolobidae.